# Trenel (departamento)

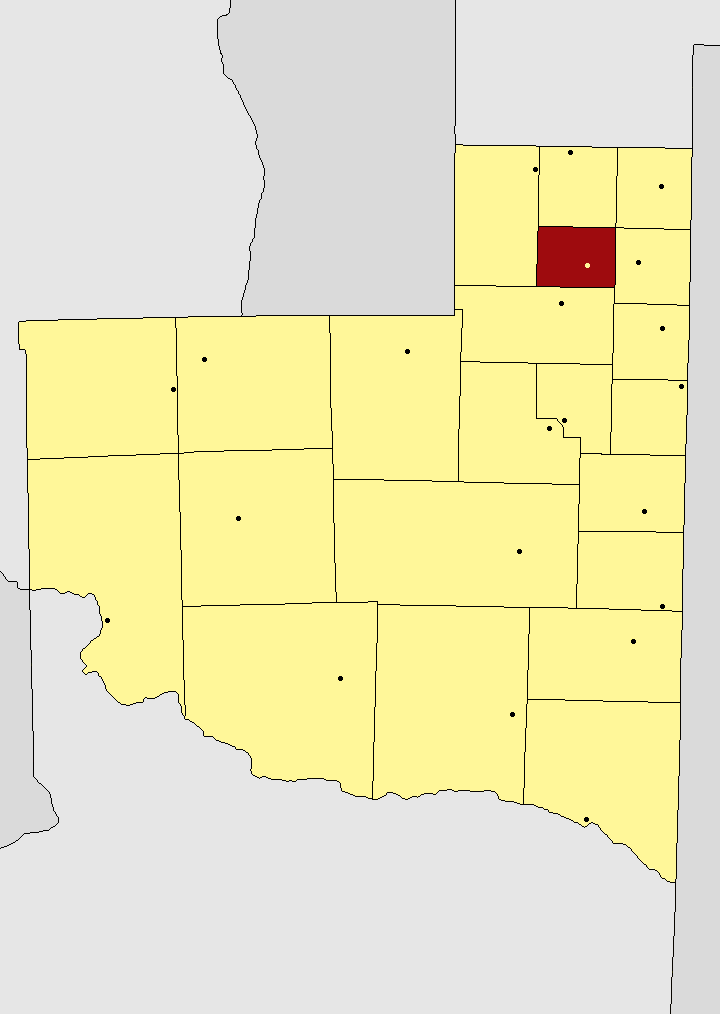
Localização do departamento de Trenel em La Pampa, Argentina.

Trenel é um departamento na província de La Pampa, na Argentina.